# Красотел Максимовича
Красотел Максимовича (лат. Calosoma maximowiczi) — крупный жук из семейства жужелиц.
Вид назван в честь Карла Ивановича Максимовича (1827—1891), российского ботаника, академика Императорской Санкт-Петербургской Академии Наук, исследователя природы Дальнего Востока и Японии.

## Описание
Длина жука 20—35 мм. Голова, переднеспинка и надкрылья чёрно-бронзовые. По краям переднеспинка и надкрылья с синим или зелёным блеском. Надкрылья широкие с одинаковыми по размеру, умеренно выпуклыми промежутками. Ротовой аппарат, ноги, усики чёрного цвета.

## Распространение
На территории России встречается на юге Приморского края, южном и центральном Сахалине и южных Курильских островах. Также обитает в Японии, Корейском п-ов, Северо-Восточном и Восточном Китае — до о. Тайвань и Юньнани на юге ареала.

## Местообитания
Распространен в широколиственных и смешанных хвойно-широколиственных лесах. Хищник-энтомофаг — питается гусеницами волнянок и шелкопрядов. По основным особенностям биологии, вероятно, сходен с пахучим красотелом.

## Численность
На территории России численность крайне низкая, с чёткой тенденцией к снижению.
В последние десятилетия лишь единичные находки.
Основные лимитирующие факторы — разрушение местообитаний из-за вырубки лесов, лесные пожары.

## Замечания по охране
Занесен в Красную книгу России (II категория — сокращающийся в численности вид на северной периферии ареала.)
Специальные меры охраны не разработаны. Необходимо ограничить вырубки лесов на юге Приморского края и Сахалине.